# إلى روما مع الحب
إلى روما مع الحب ه(بالإنجليزية: To Rome with Love)‏ هو فيلم رومانسي كوميدي ساحر وواقعي من إنتاج عام 2012. وهو من تأليف وإخراج وبطولة وودي آلن في أول ظهور له في عمل ثمثيلي منذ عام 2006. ولقد صُوِرَ الفيلم في مدينة روما بإيطاليا. وعُرِضَ الفيلم في إيطاليا في 13 إبريل 2012، وعرض بعدها في لوس أنجلوس ومدينة نيويورك في 22 يونيو عام 2012.
حكاية الفيلم مقسمة إلى أربعة قصص صغيرة: موضف حكومي يستقيظ في الصباح ليجد نفسه من المشاهير، ومهندس معماري الذي يحن لزيارة الشارع الذي سكن فيه حينما كان طالبًا يدرس في إيطاليا، وزوجين شابين في شهر العسل، ومتعهد جنائز لديه موهبة رائعة وصوت عذب حينما يغني أثناء الاستحمام.

## الحبكة الدرامية
الفيلم يحتوي على أربعة قصص لا تتعلق ببعضها ولا تتلاقى على طول السيناريو ولا الحبكة الدرامية.

## الإنتاج
نبعت فكرة الفيلم من عرض قدمه بعض الموزعين الإيطاليين لألين يعرضون فيه أن يمولوا الفيلم لاطالما أنه يصور في روما، ولقد قبل آلين بذلك لرغبته من بداية الأمر أن يعمل في روما وأن يحصل على الفرصة لجني المال الازم ليبدأ فورا في تصوير الفيلم وخصوصًا أنه من مصدر واحد. ولقد اعتمد آلين في تأليفه لقصص الفيلم الأربعة على بعض الملاحظات التي قد دونها خلال عام من قبل كتابته لسيناريو الفيلم. كان اسم الفيلم في البداية «بوب ديكاميرون»، فيه إشارة إلى كتاب من القرن 14 للكاتب الإيطالي جيوفاني بوكاتشيو. ولكن هذا العنوان إثارة هالة من الغموض لعدم قدرة البعض على فهم الإشارة لهذا الكتاب. فقام آلين بتغير الاسم إلى «الكمان الأسود»، ومع ذلك لم يتجاوز العنوان هالة الغموض ولم يتضح المعنى من وراء العنوان، وأخيرًا استقر على اسم «إلى روما مع الحب»، على الرغم من تصريحه بأن هذا العنوإن لم ينل إعجابه.

## البوكس أوفيس
و قد نجح الفيلم نجاحًا باهرًا بحسابات البوكس أوفيس. فقد ربح الفيلم في 15 نوفمبر عام 2012 مبلغًأ وقدره 16,685,867 دولار في الولايات المتحدة، محتلًا بذلك المركز السابع في قائمة أعلى إيرادات الأفلام في تاريخ شركة سوني للتصوير والإنتاج السينمائي منذ 21 عام.
وبلغ إجمالي إيرادات الفيلم في كل دور العرض حوالي 73,039,208 دولارًا في 27 نوفمبر. وتعتبر هذه الإيرادات من أفضل الأرقام والإيرادات البوكس أوفيس للمرة الرابعة.

## النقد
لقد تباينت ردود أفعال النقاد بخصوص الفيلم. وفي تقدير الناقد روجر إيبرت، فإن الفيلم قد حصل على 3 نجوم من أصل أربعة. فهو يرى أن الفيلم لا يولد أي نوع من المفاجآت أو الإثارة، ولكنه يوفر نوعًا من المتعة. يعتقد ديفيد دنبي من مجلة نيويوركر (التي كان ألين أحد المساهمين فيها لسنوات عديدة) وكان الفيلم «خفيف وسريع».

## الميزانية والإيرادات
حقق أرباحا تقدر بـ 73244881 دولار.

## وصلات خارجية
- إلى روما مع الحب على موقع IMDb (الإنجليزية)
- إلى روما مع الحب على موقع ميتاكريتيك (الإنجليزية)
- إلى روما مع الحب على موقع الموسوعة البريطانية (الإنجليزية)
- إلى روما مع الحب على موقع روتن توميتوز (الإنجليزية)
- إلى روما مع الحب على موقع نتفليكس (الإنجليزية)
- إلى روما مع الحب على موقع قاعدة بيانات الأفلام العربية
- إلى روما مع الحب على موقع ألو سيني (الفرنسية)
- إلى روما مع الحب على موقع Turner Classic Movies (الإنجليزية)
- إلى روما مع الحب على موقع أول موفي (الإنجليزية)
- إلى روما مع الحب على موقع بوكس أوفيس موجو (الإنجليزية)